# Plagiochila
Genre
Plagiochila est un genre d’hépatiques de la famille des Plagiochilaceae.

## Liste des espèces
Selon The Plant List (4 avril 2018) :
- Plagiochila abietina (Nees) Nees & Mont.
- Plagiochila acanthoda Lindenb. & Gottsche
- Plagiochila acanthophylla Gottsche
- Plagiochila adianthoides (Sw.) Lindenb.
- Plagiochila aequidentata Stephani
- Plagiochila aerea Taylor
- Plagiochila akiyamae Inoue
- Plagiochila alberti Steph.
- Plagiochila aliena Gottsche
- Plagiochila allorgei Herzog & Perss.
- Plagiochila alternans Lindenb. & Gottsche
- Plagiochila amazonica Spruce
- Plagiochila ambagiosa Mitt.
- Plagiochila amicta Stephani
- Plagiochila ampliata Steph.
- Plagiochila angusta Lindenb.
- Plagiochila anguste-oblonga Steph.
- Plagiochila angustispina Stephani
- Plagiochila ansata (Hook. f. & Taylor) Gottsche, Lindenb. & Nees
- Plagiochila anthracina Inoue
- Plagiochila apicalis Gottsche
- Plagiochila appalachiana Inoue
- Plagiochila arborescens Steph.
- Plagiochila arbuscula Lindenb.
- Plagiochila arcta S. Winkl.
- Plagiochila arctica Bryhn & Kaal.
- Plagiochila arsenii Stephani
- Plagiochila artsii Pocs
- Plagiochila aspericaulis Grolle & M. L. So
- Plagiochila aspleniformis R.M. Schust.
- Plagiochila asplenioides (L.) Dumort.
- Plagiochila assamica Stephani
- Plagiochila austinii A. Evans
- Plagiochila bahiensis Lindb.
- Plagiochila baileyana Stephani
- Plagiochila bakeri Steph.
- Plagiochila bantamensis Dumort.
- Plagiochila barbata Steph.
- Plagiochila barbeyi Steph.
- Plagiochila barteri Mitt.
- Plagiochila bazzanioides J.J. Engel & G.L. Merr.
- Plagiochila beauverdii Steph.
- Plagiochila benitoi Inoue ex Piippo
- Plagiochila berggrenii Steph.
- Plagiochila beskeana Stephani
- Plagiochila bicuspidata Gottsche
- Plagiochila bidens Gottsche
- Plagiochila bifaria (Sw.) Lindenb.
- Plagiochila biondiana C. Massal.
- Plagiochila bischleriana Grolle & M. L. So
- Plagiochila bismarckensis Inoue & Grolle
- Plagiochila bispinosa Lindenb.
- Plagiochila blepharophora Lindenb.
- Plagiochila boivinii Stephani
- Plagiochila boninensis Inoue
- Plagiochila boryana Gottsche ex Stephani
- Plagiochila breuteliana Lindenb.
- Plagiochila brevivittata Steph.
- Plagiochila britannica Paton
- Plagiochila bryhnii Steph.
- Plagiochila bryopterioides Spruce
- Plagiochila buchii Steph.
- Plagiochila bursata Lindenb.
- Plagiochila cadens Inoue
- Plagiochila caducidentata R.M. Schust.
- Plagiochila caduciloba H.L. Blomq.
- Plagiochila calomelanos Spruce
- Plagiochila cambuena Stephani
- Plagiochila camusii Steph.
- Plagiochila canelensis Stephani
- Plagiochila capillicaulis Steph.
- Plagiochila caribbeania R.M. Schust.
- Plagiochila carringtonii (Balf.) Grolle
- Plagiochila caulimammillosa Grolle & M. L. So
- Plagiochila celebica Schiffner ex Inoue
- Plagiochila ceramica Inoue
- Plagiochila chenii Grolle & M. L. So
- Plagiochila chimborazensis Spruce
- Plagiochila chinantlana Gottsche
- Plagiochila chinensis Stephani
- Plagiochila circumserrata Inoue & Grolle
- Plagiochila cleefii Inoue
- Plagiochila columbiana A. Evans
- Plagiochila columbica Gottsche
- Plagiochila compressula Lindenb.
- Plagiochila connata Lindenb. & Gottsche
- Plagiochila connatistipula Steph.
- Plagiochila connexa (Hook. f. & Taylor) Hook. & Taylor
- Plagiochila contigua Gottsche
- Plagiochila corniculata Dumort.
- Plagiochila corrugata (Nees) Nees & Mont.
- Plagiochila crispata Gottsche
- Plagiochila cristata (Sw.) Dumort.
- Plagiochila cucullata Lindenb. & Gottsche
- Plagiochila cucullifolia J.B. Jack & Stephani
- Plagiochila cuencensis Steph.
- Plagiochila cuneata Lindenb. & Gottsche
- Plagiochila cymata Inoue & Grolle
- Plagiochila cymbiformis Inoue
- Plagiochila debilis Mitt.
- Plagiochila deciduifolia Steph.
- Plagiochila decurvohomomalla Steph.
- Plagiochila deflexirama Taylor
- Plagiochila defolians Grolle & M. L. So
- Plagiochila delapsa Inoue
- Plagiochila delavayi Stephani
- Plagiochila delongei Steph.
- Plagiochila demissa Gottsche
- Plagiochila dendroides (Nees) Lindenb.
- Plagiochila denigrata Inoue
- Plagiochila densiramosa Steph.
- Plagiochila dentosa (S. Hatt.) S. Hatt.
- Plagiochila deppeana Stephani
- Plagiochila detecta M. L. So & Grolle
- Plagiochila determii Stephani
- Plagiochila didyma Inoue
- Plagiochila diffusa Stephani
- Plagiochila dimorpha Lindenb. & Gottsche
- Plagiochila disticha (Lehm. & Lindenb.) Lindenb.
- Plagiochila distinctifolia Lindenb.
- Plagiochila diversifolia Lindenb. & Gottsche
- Plagiochila doerfleri Steph.
- Plagiochila dominicensis Taylor
- Plagiochila drepanophylla Sande Lac.
- Plagiochila dubia Lindenb. & Gottsche
- Plagiochila dura De Not.
- Plagiochila duricaulis (Hook. f. & Taylor) Gottsche, Lindenb. & Nees
- Plagiochila dusenii Stephani
- Plagiochila duthiana Stephani
- Plagiochila eberhardtii Stephani
- Plagiochila echinata R.M. Schust.
- Plagiochila effuse-intricata Steph.
- Plagiochila eggersii Inoue
- Plagiochila elata Taylor
- Plagiochila elegans Mitt.
- Plagiochila emarginatobidentula Stephani
- Plagiochila emeiensis Grolle & M. L. So
- Plagiochila engelii Inoue
- Plagiochila ensiformis Taylor
- Plagiochila equitans Gottsche
- Plagiochila erlangensis M. L. So
- Plagiochila euryphyllon Carl
- Plagiochila exesa Lindenb. & Gottsche
- Plagiochila exigua (Taylor) Taylor
- Plagiochila expansa Gottsche
- Plagiochila facallonia Stephani
- Plagiochila falcato-oblonga Steph.
- Plagiochila famillieri Steph.
- Plagiochila farlowii Steph.
- Plagiochila fastigiata Lindenb. & Gottsche
- Plagiochila filicaulis Spruce
- Plagiochila fimbristipula Spruce
- Plagiochila flabellata Stephani
- Plagiochila flabelliflora Stephani
- Plagiochila flabellifrons Spruce
- Plagiochila flavescens (Gottsche, Lindenb. & Nees) Gottsche
- Plagiochila flavorufescens Steph.
- Plagiochila flexuosa Mitt.
- Plagiochila florida Spruce
- Plagiochila floridana A. Evans
- Plagiochila fordiana Stephani
- Plagiochila fragmentata R.M. Schust.
- Plagiochila frausa Gottsche
- Plagiochila frayjorgensis Hässel de Menéndez
- Plagiochila friabilis Inoue
- Plagiochila frondescens (Nees) Lindenb.
- Plagiochila fruticosa Mitt.
- Plagiochila fuegiensis (C. Massal.) Besch. & C. Massal.
- Plagiochila furcifolia Mitt.
- Plagiochila fuscella (Hook. f. & Taylor) Gottsche, Lindenb. & Nees
- Plagiochila fuscolutea Taylor
- Plagiochila fusifera Taylor
- Plagiochila galapagona Inoue
- Plagiochila gasongorii Gola
- Plagiochila gayana Gottsche
- Plagiochila geppii Steph.
- Plagiochila germana Gottsche
- Plagiochila ghatiensis Stephani
- Plagiochila gittinsii Inoue
- Plagiochila gollanii Stephani
- Plagiochila gracilis Lindenb. & Gottsche
- Plagiochila gradsteinii Inoue
- Plagiochila grandicrista Stephani
- Plagiochila grandistipula Inoue
- Plagiochila granditexta Stephani
- Plagiochila griffithiana Stephani
- Plagiochila groehnii Grolle & J. Heinrichs
- Plagiochila grossa Grolle & M. L. So
- Plagiochila grossiseta Steph.
- Plagiochila grossitexta Steph.
- Plagiochila guevarii H. Rob.
- Plagiochila guttisquama Inoue & Grolle
- Plagiochila gymnocalycina Lindenb.
- Plagiochila gymnocalyx Inoue
- Plagiochila gymnoclada Sande Lac.
- Plagiochila gymnotis Spruce
- Plagiochila haeseliae Inoue
- Plagiochila hakkodensis Stephani
- Plagiochila hamulispina Herzog
- Plagiochila handelii Herzog
- Plagiochila hariotii Steph.
- Plagiochila hatcheri J.J. Engel & G.L. Merr.
- Plagiochila hattorii Inoue
- Plagiochila herminieri Stephani
- Plagiochila heterofolia Steph.
- Plagiochila heteromalla (Lehm. & Lindenb.) Lindenb.
- Plagiochila heterophylla Lindenb. ex Lehm.
- Plagiochila hieronymi Steph.
- Plagiochila hiroshiana Pocs
- Plagiochila hirta Taylor
- Plagiochila hoei Inoue
- Plagiochila hokinensis Stephani
- Plagiochila homochroma Spruce
- Plagiochila horrida Gottsche
- Plagiochila hortorum Spruce
- Plagiochila hottae Inoue
- Plagiochila huatuscana Gottsche
- Plagiochila husnotii Stephani
- Plagiochila hyalodermica Grolle & M. L. So
- Plagiochila hypantra Spruce
- Plagiochila hypnoides Lindenb.
- Plagiochila implexa Lindenb. & Gottsche
- Plagiochila impluviata Spruce
- Plagiochila incerta Gottsche
- Plagiochila incrassata Stephani
- Plagiochila increscentifolia Spruce
- Plagiochila informifolia Steph.
- Plagiochila inouei Grolle
- Plagiochila integerrima Stephani
- Plagiochila integrilobula Schiffner
- Plagiochila intermedia Lindenb. & Gottsche
- Plagiochila inuensis Steph.
- Plagiochila invisa (R.M. Schust.) R.M. Schust.
- Plagiochila iriomotenjimaensis Horik.
- Plagiochila irmscheri Stephani
- Plagiochila irregularis Gottsche
- Plagiochila ishizuchiensis Horik.
- Plagiochila jaapii Steph.
- Plagiochila jacquinotii Mont.
- Plagiochila johannis-winkleri Herzog
- Plagiochila jovoensis Stephani
- Plagiochila kermadecensis J.J. Engel & G.L. Merr.
- Plagiochila khasiana Mitt.
- Plagiochila kiaeri Gottsche
- Plagiochila killarniensis Pearson
- Plagiochila kitagawae Inoue
- Plagiochila kodamae Inoue
- Plagiochila koponenii Inoue & Piippo
- Plagiochila kunmingensis Piippo
- Plagiochila lacerata Stephani
- Plagiochila lacerifolia Steph.
- Plagiochila lacouturei Steph.
- Plagiochila lagunensis Inoue
- Plagiochila lamellistipula Spruce
- Plagiochila latifrons Gottsche & Hampe
- Plagiochila lauta Inoue & Grolle
- Plagiochila laxiramea Steph.
- Plagiochila lenis Inoue
- Plagiochila ligulato-opposita Steph.
- Plagiochila lindaui Steph.
- Plagiochila longiramea Steph.
- Plagiochila longispina Lindenb. & Gottsche
- Plagiochila loriloba Herzog ex Carl
- Plagiochila lotsyana Steph.
- Plagiochila ludoviciana Sull.
- Plagiochila luzonensis Grolle & M. L. So
- Plagiochila macrostachya Lindenb.
- Plagiochila macrostoma Sull.
- Plagiochila macrotricha Spruce
- Plagiochila magna Inoue
- Plagiochila magnifolia Horik.
- Plagiochila maireana Stephani
- Plagiochila major S.W. Arnell
- Plagiochila martiana Nees
- Plagiochila massalongoana Schiffner
- Plagiochila meghalayensis K. K. Rawat & S.C. Srivast.
- Plagiochila meijeri Inoue
- Plagiochila mexicana Stephani
- Plagiochila microdentata M. L. So
- Plagiochila microdonta Mitt.
- Plagiochila microphylla Stephani
- Plagiochila micropterys Gottsche
- Plagiochila minima Horik.
- Plagiochila minor Horik.
- Plagiochila minutidens Steph.
- Plagiochila miqueliana Lindenb. & Gottsche
- Plagiochila miradorensis Gottsche
- Plagiochila mitis Inoue
- Plagiochila molliuscula Inoue
- Plagiochila monalata Inoue
- Plagiochila moniliformis R.M. Schust.
- Plagiochila montagnei Nees
- Plagiochila montana Spruce
- Plagiochila morobensis Inoue & Piippo
- Plagiochila muelleriana Gottsche
- Plagiochila multipinnula Herzog & S. Hatt.
- Plagiochila multispina Steph.
- Plagiochila nathorstii Steph.
- Plagiochila neesiana Lindenb.
- Plagiochila negrensis Spruce
- Plagiochila neorichardsii Inoue
- Plagiochila nepalensis Lindenb.
- Plagiochila nigricaulis Steph.
- Plagiochila nitens Inoue
- Plagiochila norvegica H.H. Blom & Holten, Jarle I.
- Plagiochila nuda Horik.
- Plagiochila nudifolia (Steph.) Grolle
- Plagiochila obliquetruncata Steph.
- Plagiochila oblonga Inoue
- Plagiochila obovata Stephani
- Plagiochila oligodon Mont.
- Plagiochila onraedtii Inoue
- Plagiochila orbicularis (S. Hatt.) S. Hatt.
- Plagiochila oresitropha Spruce
- Plagiochila ovalifolia Mitt.
- Plagiochila ovata Lindenb.
- Plagiochila oxyphylla Spruce
- Plagiochila palangiensis S.C. Srivast., K. K. Rawat & P.K. Verma
- Plagiochila panamensis Inoue
- Plagiochila papillifolia Steph.
- Plagiochila paraphyllina Herzog
- Plagiochila paraphyllosa Grolle & M. L. So
- Plagiochila parvidens Inoue
- Plagiochila parvidentata Inoue
- Plagiochila parvifolia Lindenb.
- Plagiochila parviramifera Inoue
- Plagiochila parvivittata Inoue
- Plagiochila patentissima Stephani
- Plagiochila patriciae J. Heinrichs & H. Anton
- Plagiochila patula (Sw.) Lindenb.
- Plagiochila patzschkei Steph.
- Plagiochila paucidentata Mont. & Gottsche
- Plagiochila paupercula Gottsche
- Plagiochila pectinata Willd. ex Lindenb.
- Plagiochila peculiaris Schiffner
- Plagiochila pensilis Spruce
- Plagiochila perdentata M. L. So & Grolle
- Plagiochila perloi Gola
- Plagiochila permista Spruce
- Plagiochila perrottetiana Mont. & Gottsche
- Plagiochila perserrata Herzog
- Plagiochila philippinensis Stephani
- Plagiochila pinnata Spruce
- Plagiochila planifolia Stephani
- Plagiochila plicata Lindenb. & Gottsche
- Plagiochila porelloides (Torr. ex Nees) Lindenb.
- Plagiochila pseudansata Inoue
- Plagiochila pseudofirma Herzog
- Plagiochila pseudopunctata Inoue
- Plagiochila pulcherrima Horik.
- Plagiochila punctata (Taylor) Taylor
- Plagiochila punctualis Gottsche
- Plagiochila purcifolia Mitt.
- Plagiochila purpurea Steph.
- Plagiochila raddiana Lindenb.
- Plagiochila ramosissima (Hook.) Lindenb.
- Plagiochila ratkowskiana Inoue
- Plagiochila rectangulata Stephani
- Plagiochila recurvata Grolle
- Plagiochila remotidens Stephani
- Plagiochila remotifolia Hampe & Gottsche
- Plagiochila renauldii Stephani
- Plagiochila renitens (Nees) Lindenb.
- Plagiochila repanda (Schwägr.) Dumort.
- Plagiochila repetitofurcata Steph.
- Plagiochila retrorsa Gottsche
- Plagiochila retrospectans (Nees ex Spreng.) Lindenb.
- Plagiochila rhizophila Spruce
- Plagiochila richteri Stephani ex S.C. Srivast. & R. Dixit
- Plagiochila robustissima Horik.
- Plagiochila rodriguezii Stephani
- Plagiochila roivainenii Inoue
- Plagiochila rubescens (Lehm. & Lindenb.) Lindenb.
- Plagiochila rudischusteri H. Rob.
- Plagiochila rudolfii Pocs
- Plagiochila rufifolia Steph.
- Plagiochila rutilans Lindenb.
- Plagiochila salazariae Inoue
- Plagiochila sanghaica Stephani
- Plagiochila satoi S. Hatt.
- Plagiochila sawadae Inoue
- Plagiochila scabrifolia Inoue
- Plagiochila scalpellifolia P.C. Chen & P.C. Wu
- Plagiochila schiedeana Gottsche
- Plagiochila schiffneri Steph.
- Plagiochila schinzei Steph.
- Plagiochila schlimiana Gottsche
- Plagiochila schmidtii Steph.
- Plagiochila schofieldiana Inoue
- Plagiochila sciophila Nees
- Plagiochila secretifolia Mitt.
- Plagiochila semiamplectens Steph.
- Plagiochila semidecurrens (Lehm. & Lindenb.) Lehm. & Lindenb.
- Plagiochila semidentata Steph.
- Plagiochila sepikensis Inoue
- Plagiochila sharpii H.L. Blomq.
- Plagiochila sichuanensis Grolle & M. L. So
- Plagiochila sikutzuisana C. Massal.
- Plagiochila similis Steph.
- Plagiochila simplex (Sw.) Lindenb.
- Plagiochila singularis Schiffner
- Plagiochila sinuata Gottsche
- Plagiochila slateri Steph.
- Plagiochila socia Lindenb. & Gottsche
- Plagiochila solmsii Steph.
- Plagiochila spathulifolia Mitt.
- Plagiochila speciosa Lindenb. & Gottsche
- Plagiochila spegazzinii Hässel de Menéndez
- Plagiochila spinosa M. L. So
- Plagiochila spinulosa (Dicks.) Dumort.
- Plagiochila squamulosa Mitt.
- Plagiochila stolonifera Lindenb. & Gottsche
- Plagiochila streimannii Inoue
- Plagiochila stricta Lindenb.
- Plagiochila striolata Steph.
- Plagiochila strombifolia (Taylor) Taylor
- Plagiochila subalpina (Nees ex Lindenb.) Mont. & Nees
- Plagiochila subatra Stephani
- Plagiochila subbidentata Taylor
- Plagiochila subcontracta Lindenb. & Gottsche
- Plagiochila subconvoluta Gottsche
- Plagiochila subcristata Gottsche
- Plagiochila subdura Inoue
- Plagiochila subfragilis Inoue
- Plagiochila subhyalina Steph.
- Plagiochila subjavanica M. L. So
- Plagiochila sublyallii M. L. So
- Plagiochila subplana Lindenb.
- Plagiochila subviminea Steph.
- Plagiochila subwallisiana Steph.
- Plagiochila sullivantii Gottsche ex A. Evans
- Plagiochila superba (Nees ex Spreng.) Mont. & Nees
- Plagiochila sylvicultrix Spruce
- Plagiochila tabinensis Stephani
- Plagiochila tagawae Inoue
- Plagiochila taiwanensis Inoue
- Plagiochila takakii Inoue
- Plagiochila tambillensis Loitl.
- Plagiochila tecta Inoue & Grolle
- Plagiochila terebrans Nees & Mont.
- Plagiochila thrausta Inoue & Grolle
- Plagiochila thyoides Spruce
- Plagiochila thysanotis Spruce
- Plagiochila tixieri Inoue
- Plagiochila togashii Inoue
- Plagiochila tongtschuana Stephani
- Plagiochila torquescens Herzog
- Plagiochila trabeculata Stephani
- Plagiochila trabutii Steph.
- Plagiochila trilobata Steph.
- Plagiochila tristis Stephani
- Plagiochila truncata Gottsche
- Plagiochila truncatella Gottsche
- Plagiochila tsutomui Inoue
- Plagiochila tuerckheimii Stephani
- Plagiochila turgida Herzog
- Plagiochila udarii S.C. Srivast. & R. Dixit
- Plagiochila ulata Inoue & Grolle
- Plagiochila umbrosa Stephani
- Plagiochila undata Sull.
- Plagiochila undulata (L.) Mont. & Nees
- Plagiochila validissima Steph.
- Plagiochila variadentata Stephani
- Plagiochila variespinosa Steph.
- Plagiochila velata Inoue & Piippo
- Plagiochila ventricosotrigona Steph.
- Plagiochila venustula Spruce
- Plagiochila vexans Schiffner ex Stephani
- Plagiochila vietnamica Inoue
- Plagiochila vignolii Gola
- Plagiochila vincentina Lindenb.
- Plagiochila vinkii Inoue & Grolle
- Plagiochila virginica A. Evans
- Plagiochila virido-nigra (E.A. Hodgs.) Inoue
- Plagiochila vitiensis Mitt.
- Plagiochila vittiana Inoue
- Plagiochila wallichiana Stephani
- Plagiochila wangii Inoue
- Plagiochila wattsiana J.J. Engel & G.L. Merr.
- Plagiochila weymouthiana Steph.
- Plagiochila willershausensis (Straus) Grolle
- Plagiochila wilsoniana Stephani
- Plagiochila wolfii Inoue
- Plagiochila wolframii Inoue
- Plagiochila xalapensis Gottsche
- Plagiochila xanthochroma Spruce
- Plagiochila yokogurensis Stephani
- Plagiochila yulungensis Piippo
- Plagiochila zacuapana Gottsche
- Plagiochila zangii Grolle & M. L. So
- Plagiochila zhuensis Grolle & M. L. So
- Plagiochila zonata Stephani